# Serge Lefebvre
Pour les articles homonymes, voir Lefebvre.
Serge Lefebvre (né le 22 juin 1952 à Ermont) est un athlète français, spécialiste du saut à la perche.

## Biographie
Il est sacré champion de France en 1971 et champion de France en salle en 1973.
Son record personnel au saut à la perche est de 5,30 m, établi en salle en 1977.